# Stavenice
Stavenice település Csehországban, Šumperki járásban. Stavenice Úsov, Moravičany, Mohelnice, Medlov és Třeština településekkel határos. Lakosainak száma 136 fő (2024. január 1.).

## Népesség
A település lakosságának változását az alábbi diagram mutatja:
| Lakosok száma | 231  | 285  | 248  | 200  | 140  | 145  | 145  | 136  | 127  | 136  |
|               | 1869 | 1900 | 1921 | 1961 | 1980 | 2011 | 2016 | 2019 | 2021 | 2024 |